# Osiedle Szczepanowskie
Osiedle Szczepanowskie – osiedle w Brzesku. Nazwa niestandaryzowana części miasta.
Osiedle położone jest w jego północno-wschodniej części, na południe od linii kolejowej. Graniczy od północy i zachodu z Osiedlem Słotwina, natomiast od strony południowej z osiedlem Brzezowiec.